# Бриземан фон Неттинг, Иван Иванович
Иван Иванович Бриземан фон Неттинг (Неттиг) (1762—1813) — русский военачальник, генерал-лейтенант.

## Биография
Родился 25 января 1762 года в прусской семье дворян, поселившихся в Лифляндии.
В 1771 году записан подпрапрощиком в Смоленский пехотный полк, 9 февраля 1778 года получил чин прапорщика с назначением полковым адъютантом.
С ноября 1788 года на театре боевых действий с турками в Молдавии, в 1789 году был в сражениях под Фокшанами и при Рымнике. 10 июня 1790 года переведён в Фанагорийский гренадерский полк, за отличие при штурме Измаила награждён чином майора. В 1791 году сражался под Мачином.
В 1794 году сражался с поляками, отличился при взятии Праги (предместье Варшавы), 24 октября 1794 года произведён в подполковники.
3 марта 1798 года года получил чин полковника, 24 февраля 1799 года — генерал-майора и определён шефом Казанского мушкетёрского полка.
2 марта 1799 года назначен комендантом Кизляра и шефом Кизлярского гарнизонного полка, но уже 4 марта 1800 года отставлен от службы с чином генерал-лейтенанта. 19 ноября того же года вновь принят в службу генерал-майором и определён комендантом Динамюндской крепости.
С 13 сентября 1801 года — шеф Днепровского мушкетёрского полка. 15 января 1807 года вышел в отставку. 
В 1812 году, с началом военных действий, подал рапорт с просьбой о зачислении на службу и 17 сентября вновь назначен комендантом Динамюндской крепости с назначением состоять дежурным генералом при генерал-губернаторе И.Н. Эссене. Сформировал из жителей Риги и Динамюнде воинский отряд, вооружил несколько рыбацких судов. Командуя этими частями, участвовал в боях с прусскими и французскими войсками под Ригой, Туккумом и Митавой, преследовал отступавшие французские войска до Кёнигсберга и Эльбинга, где был ранен, был вынужден долго лечиться и скончался от последствий этого ранения. За отличия в боях под Ригой был награждён 19 декабря 1812 года орденом Св. Анны 1-й степени, а за освобождение Митавы и Туккума — удостоен денежной награды и Высочайшего благоволения.
Умер в Риге 19 ноября 1813 года, похоронен на кладбище Веришу, ныне Яунсатской волости Тукумского края в Латвии.

### Семья
- Брат Ивана Ивановича — Антон Иванович Бриземан фон Неттинг в 1812 году служил штабс-капитаном и за отличие при освобождении Борисова получил чин капитана. В 1827 году он был генерал-майором и командиром 2-й бригады 18-й пехотной дивизии.
- Сын — Федор Иванович Бриземан фон Неттинг, служил в 1812 году подпрапорщиком в Литовском пехотном полку, сражался с французами под Полоцком, Чашниками и на Березине, за что был произведен в прапорщики, а за отличие при взятии Познани — получил чин подпоручика. Был убит 6 октября 1813 года в Лейпцигском сражении.
- Дочь — Аделаида Вильгемина, была замужем за профессором А. И. Блументалем.

## Награды
- Орден Св. Анны 1-й степени
- Орден Св. Владимира 4-й степени с бантом
- Золотой крест за взятие Измаила